# Норриш, Рональд Джордж Рейфорд
Ро́нальд Джордж Ре́йфорд Но́рриш (англ. Ronald George Wreyford Norrish; 9 ноября 1897, Кембридж — 7 июня 1978) — английский физикохимик. Автор трудов по кинетике химических процессов. В 1967 г. ему присуждена Нобелевская премия по химии (1967, совместно с Дж. Портером и М. Эйгеном) за исследования сверхбыстрых химических реакций.
После окончания кембриджского Эммануэль-колледжа (1915) участвовал в военных действиях в Европе, в 1918 попал в плен. Затем занимался научно-исследовательской и педагогической деятельностью, главным образом в Кембриджском университете, где с 1937 по 1965 возглавлял факультет физической химии.